# Daihatsu Consorte
Daihatsu Consorte – subkompaktowy samochód osobowy produkowany przez japońską firmę Daihatsu w latach 1969-1977. Następca modelu Compagno. Dostępny jako 2- i 4-drzwiowy sedan. Do napędu używano silników R4 o pojemnościach 1,0 i 1,2 litra. Moc przenoszona była na oś tylną poprzez 4-biegową manualną skrzynię biegów. Samochód został zastąpiony przez modele Charade i Charmant.

## Dane techniczne ('69 1.0)

### Silnik
- R4 1,0 l (958 cm³), 2 zawory na cylinder, OHV
- Układ zasilania: gaźnik
- Średnica cylindra × skok tłoka: 68,00 mm × 66,00 mm
- Stopień sprężania: 9,0:1
- Moc maksymalna: 59 KM (43 kW) przy 5500 obr./min
- Maksymalny moment obrotowy: 78 Nm przy 4000 obr./min

### Osiągi
- Przyspieszenie 0-100 km/h: b/d
- Prędkość maksymalna: 140 km/h